# 亀嶋庸一
亀嶋 庸一（かめじま よういち、1949年11月3日 - ）は、日本の政治学者、学校法人成蹊学園学園長。元成蹊大学学長。

## 経歴
1949年、東京都生まれ。1972年、成蹊大学法学部政治学科を卒業。1979年、同大学院博士課程修了。『エドゥアルト・ベルンシュタイン研究序説 「修正主義」思想の形成史』を提出して法学博士号を取得。
1986年より母校の成蹊大学法学部助教授、後に教授。2010年から2016年には学長を務めた、特任教授。2016年学校法人成蹊学園学園長。

## 受賞・栄典
- 櫻田会賞受賞。

## 著書
- 『ベルンシュタイン 亡命と世紀末の思想』みすず書房 1995
- 『20世紀政治思想の内部と外部』岩波書店 2003

### 翻訳
- ピーター・ゲイ『ワイマール文化』みすず書房 1987
- 『回想のマックス・ウェーバー 同時代人の証言』安藤英治聞き手 亀嶋編 今野元訳 岩波書店 2005

## 論文
- 亀嶋庸一